# Banskobystrický kraj
Banskobystrický kraj, s krajským městem v Banské Bystrici, je jeden z osmi krajů Slovenska. v roce 2021 zde žilo 625 601 obyvatel.

## Charakter kraje
Většina území kraje je hornatá, velký význam zde má proto lesnictví, zemědělsky obdělávaná jsou jen údolí řek (Hron, Ipeľ, Rimava). U jižní hranice s Maďarskem sídlí maďarská menšina (11,7 % roku 2001). Velmi významné zastoupení zde má turistika.

## Okresy
- Okres Banská Bystrica
- Okres Banská Štiavnica
- Okres Brezno
- Okres Detva
- Okres Krupina
- Okres Lučenec
- Okres Poltár
- Okres Revúca
- Okres Rimavská Sobota
- Okres Veľký Krtíš
- Okres Zvolen
- Okres Žarnovica
- Okres Žiar nad Hronom